# 268 Adorea
268 Adorea је астероид главног астероидног појаса. Приближан пречник астероида је 139,89 km,
а средња удаљеност астероида од Сунца износи 3,091 астрономских јединица (АЈ).
Инклинација (нагиб) орбите у односу на раван еклиптике је 2,439 степени, а орбитални период износи 1985,485 дана (5,435 година). Ексцентрицитет орбите астероида износи 0,135.
Апсолутна магнитуда астероида износи 8,28 а геометријски албедо 0,044.
Астероид је откривен 8. јуна 1887. године.